# Îlot Fourneau
Îlot Fourneau är en ö i Mauritius.   Den ligger i distriktet Black River, i den sydvästra delen av landet, 40 km sydväst om huvudstaden Port Louis.